# 古木秀太郎
古木 秀太郎(ふるき しゅうたろう、慶応3年12月13日（1868年1月7日）– 1948年（昭和23年）2月2日）は、大日本帝国陸軍軍人。最終階級は陸軍少将。群馬県高崎市長。

## 経歴
越後国中頸城郡三郷村出身。1887年（明治20年）、陸軍教導団砲兵科課程を卒業。1893年（明治26年）に陸軍士官学校を卒業し、翌年に歩兵少尉に任官した。第2師団副官、高崎連隊区司令官を経て、1913年（大正2年）に歩兵大佐・歩兵第15連隊長に任じられた。1918年（大正7年）に陸軍少将に昇進し、待命となった。
1919年（大正8年）、予備役に編入され、高崎市長に選出された。
1947年（昭和22年）11月28日、公職追放仮指定を受けた。

## 栄典
- 1894年（明治27年）5月1日 - 正八位[5]